# Horacio Cardo
Horacio Fidel Cardo (Temperley, Argentina; 20 de mayo de 1944-Pinamar, Argentina; 22 de octubre de 2018) fue un pintor, dibujante e ilustrador argentino.

## Biografía
Nació en Temperley, Provincia de Buenos Aires, el 20 de mayo de 1944 y falleció el 22 de octubre de 2018. Sufrió un ACV en la ciudad de Pinamar, donde residía.
Desde muy temprana edad comenzó su carrera profesional publicando en numerosos medios nacionales e internacionales. Prolífico creador, además de sus pinturas y obras tridimensionales, abordó otros géneros, como el humor, el dibujo y la ilustración de libros.

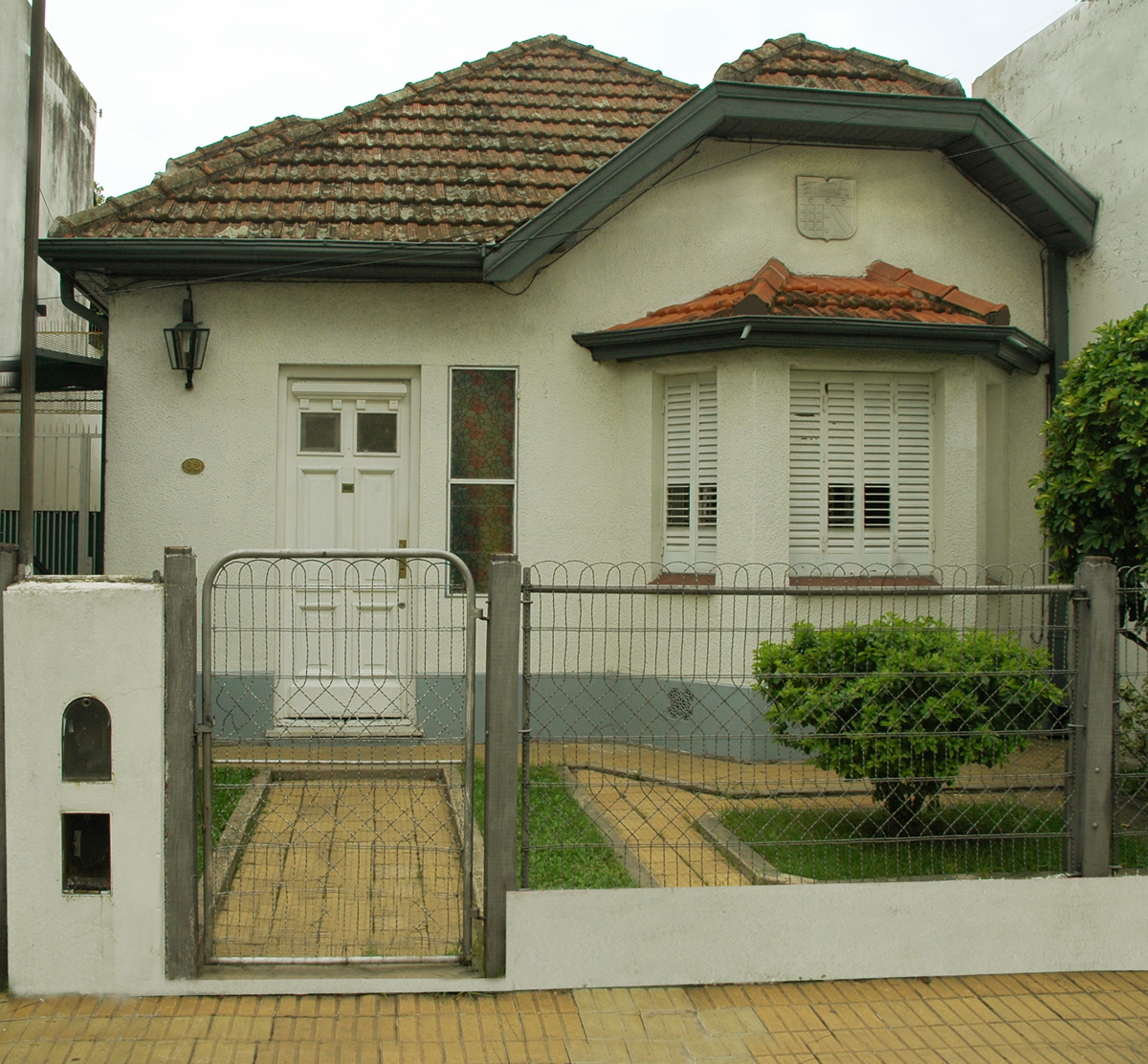
Alberdi 62 casa donde nació Horacio Cardo

Reconoció la influencia de pintores tan disímiles como Amedeo Modigliani, Chaim Soutine, André François, Ronald Searle, Jean Dubuffet, Antonio Saura —su “Retrato imaginario de Briggite Bardot”, expuesto en el Instituto Di Tella, lo impresionó por su calidad, pero más que todo debido a que por aquella época, inadvertidamente, él estaba ejecutando trabajos en esa línea—, entre otros.

## Trayectoria
Aparte de colaboraciones con infinidad de revistas populares y culturales argentinas, su primer libro ilustrado fue “El Compadrito”, de Jorge Luis Borges y Silvina Bullrich, publicado por la Compañía General Fabril Editora. Tenía, entonces, veintidós años. Pronto otros títulos se sumaron a este, en esa y otras editoriales.
Desde 1983 hasta 2007, colaboró regularmente en forma free-lance con The New York Times, y desde 1994 hasta su muerte, hizo lo propio con el International Herald Tribune (The Global Edition of the New York Times), con base en París, de circulación en Europa y Asia. Radicado en los Estados Unidos, colaboró con los medios más prestigiosos de ese país: The Washington Post, Los Angeles Times, The Wall Street Journal, Chicago Tribune, Time magazine, Business Week, Playboy, Bloomberg, Le Monde, The Nation, y decenas de otros. Ilustró pósteres para películas y obras de teatro de Broadway. Sus decenas de cubiertas para libros de grandes pensadores y políticos, realizadas para la Editorial Planeta, de Barcelona, y el diario El Mundo, de Madrid, lograron una singular notoriedad.
Expuso en numerosas oportunidades, comenzando por el Salón Anual de los Dibujantes de la Argentina, Galería Peuser, en 1965. Participó en exposiciones en Knooke-Heist, Bélgica, en 1974 y 1976, en Montreal, Canadá, en 1976, en el CAyC (Centro de Arte y Comunicación) de Buenos Aires, en 1988, varias veces en la Society of Illustrators, Museum of American Illustration, fue seleccionado para la exposición Artists of The Nation, en la Columbia University, 1990-91, en la Harvard University, en 1991, en el Art Center College of Design de Pasadena, California, en 1992, en el Parson School of Design, de New York, en 1992. Participó en la Exposición colectiva: “Human Rights, as seen by the world’s leading catoonists”, en Viena, Austria, 1993, conjuntamente con la Conferencia Mundial sobre Derechos Humanos de las Naciones Unidas. Realizó una especie de acotada exposición retrospectiva, “Testimonios”, en el Teatro Argentino de La Plata, organizada por la citada institución y la Dirección de Arte y Cultura de la Universidad Nacional de La Plata, en 2009. A esta le siguieron otras: “Psicomigraciones”, en el Centro Cultural Recoleta de Buenos Aires, en 2009-10, “Evocaciones”, en el Museo Dámaso Arce de Olavarría, 2010, y “Testigo ocular”, en el Museo Castagnino, de Mar del Plata, 2010, así como muchas otras.

## Premios y reconocimientos
Varias decenas de veces premiado, nacional e internacionalmente, comenzó recibiendo la Medalla de Oro otorgada por la Asociación de Dibujantes de la Argentina, en 1965, cuyo jurado estaba integrado, entre otros, por los maestros Raúl Soldi y Demetrio Urruchúa. Recibió numerosos premios de entidades como la Society of Newspaper Design, la Society of Publication Design, la Society of Illustrators de New York, la Print’s Regional Design Annual, la Society of Dimensional Illustrators, todas ellas de los Estados Unidos, como así también por la Aydin Dogan Foundation, Estambul, Turquía, en 2009, el Gran Premio de Ilustración en el XVIII Salón Internacional de Diseño de Porto Alegre, Brasil, en 2010, en el Museo Nacional da Imprensa Portuguese Printing Press Museum, de Portugal, 2010, el Primer Premio de Pintura 2010 en la I Bienal Lucio Correa Morales, organizada por el Instituto Cultural de la Provincia de Buenos Aires, el Museo Benito Quinquela Martín y la Municipalidad de Navarro. Recibió, asimismo, el Primer Premio “Así nos ven” (Cosi ci Vedono) en el certamen organizado por la FASI (Federazione Associazione Sarde in Italia).
En 1987 fue postulado para el Premio Pulitzer por Jack Rosenthal. Editor en Jefe del The New York Times, que lo convierte, junto a Brad Holland, en los únicos dos ilustradores postulados para ese galardón.

## Libros
1998. Abbeville Press Publishers, de Nueva York, publica su primer libro de ficción, escrito, diseñado e ilustrado “Dos reinos en juego”, con el título: The Story of Chess. Luego, el mismo es publicado en francés, portugués y castellano, este en una edición limitada de 10 000 ejemplares con motivo del mayor evento ajedrecístico de la historia: 10 088 contendientes jugaron ajedrez en la plaza del Zócalo, Ciudad de México (récord homologado por el Libro Guiness de Records).
En 2009 aparece la primera edición de “Sigmund Fraude & Psicoanálisis”, cuyo texto, diseño e ilustraciones le pertenecen (una versión ampliada del mismo, “Sigmund Fraud & PXXXychoanalysis” está próxima a salir en formato eBook). Casi de inmediato, en 2010, aparece otra edición, esta vez en Argentina y en castellano, de “Dos reinos en juego”